# Triporula stellata
Triporula stellata is een mosdiertjessoort uit de familie van de Exechonellidae. De wetenschappelijke naam van de soort is, als Escharipora stellata, voor het eerst geldig gepubliceerd in 1873 door Smitt.